# Annunciazione (Baldovinetti)
L'Annunciazione è un dipinto a tempera su tavola (167x137 cm) di Alesso Baldovinetti, databile al 1457 circa e conservato nella Galleria degli Uffizi a Firenze.

## Storia
Il dipinto proviene dalla chiesa di San Giorgio alla Costa, dove era stata dipinta per i frati silvestrini. Vasari vedendola la scambiò per un'opera del Pesellino.

## Descrizione e stile
La scena è ambientata in una loggia, chiusa sullo sfondo da un alto muro oltre il quale spuntano le cime di alcuni alberi, come cipressi e un albero da frutto che ricorda quello del Paradiso Terrestre. La Vergine, dalla figura elegantemente allungata, ha un gesto quasi di sorpresa mentre si alza dal sedile, davanti a un tavolino su cui si trova un libretto rosso, che probabilmente stava leggendo, e un altissimo badalone. L'Angelo è infatti sopraggiunto da sinistra, con la veste increspata per il rapido movimento, e con le braccia incrociate in segno di umiltà le porta l'annuncio, che essa accetta, infatti dal cielo già arrivano i raggi dorati della fecondazione divina.
Nella testa di Maria, incorniciata da un impalpabile velo trasparente, si vede un pentimento. Notevole è il pavimento di marmo colorato, ripreso dall'Angelico. A ridosso della cortina muraria si vede una siepe fiorita, allusione all'hortus conclusus mariano, mentre dietro Maria si scorge l'immancabile porta, tipica dell'iconografia del genere.
L'architettura, semplice e ariosa, ricorda i progetti di Michelozzo. La luminosità risente della lezione di Domenico Veneziano, anche se il colore pastoso e intenso della veste dell'angelo è una sperimentazione personale, che venne ripresa in seguito da altri autori della seconda metà del XV secolo.